# Maleny
Maleny je vesnice, část obce Stražisko v okrese Prostějov. Nachází se asi 1,5 km na severozápad od Stražiska. V roce 2009 zde bylo evidováno 217 adres. V roce 2001 zde trvale žilo 121 obyvatel.
Maleny je také název katastrálního území o rozloze 1,53 km2.

## Název
Název vesnice je původem množné číslo osobního jména Malen (jehož základem bylo malý). Šlo tedy zprvu o obyvatelské pojmenování Maleni - "Malenovi, Malenova rodina".

## Obyvatelstvo

### Struktura
Vývoj počtu obyvatel za celou obec i za jeho jednotlivé části uvádí tabulka níže, ve které se zobrazuje i příslušnost jednotlivých částí k obci či následné odtržení.
| Místní části   | Místní části | 1869 | 1880 | 1890 | 1900 | 1910 | 1921 | 1930 | 1950 | 1961 | 1970 | 1980 | 1991 | 2001 | 2011 |
| -------------- | ------------ | ---- | ---- | ---- | ---- | ---- | ---- | ---- | ---- | ---- | ---- | ---- | ---- | ---- | ---- |
| Počet obyvatel | část Maleny  | 182  | 152  | 186  | 199  | 191  | 197  | 213  | 174  | 165  | 159  | 124  | 115  | 121  | 113  |
| Počet domů     | část Maleny  | 29   | 29   | 29   | 29   | 29   | 31   | 37   | 85   | .    | 51   | 46   | 60   | 62   | 65   |

## Obecní správa
V letech 1869–1930 k obci patřilo Stražisko.

## Fotogalerie

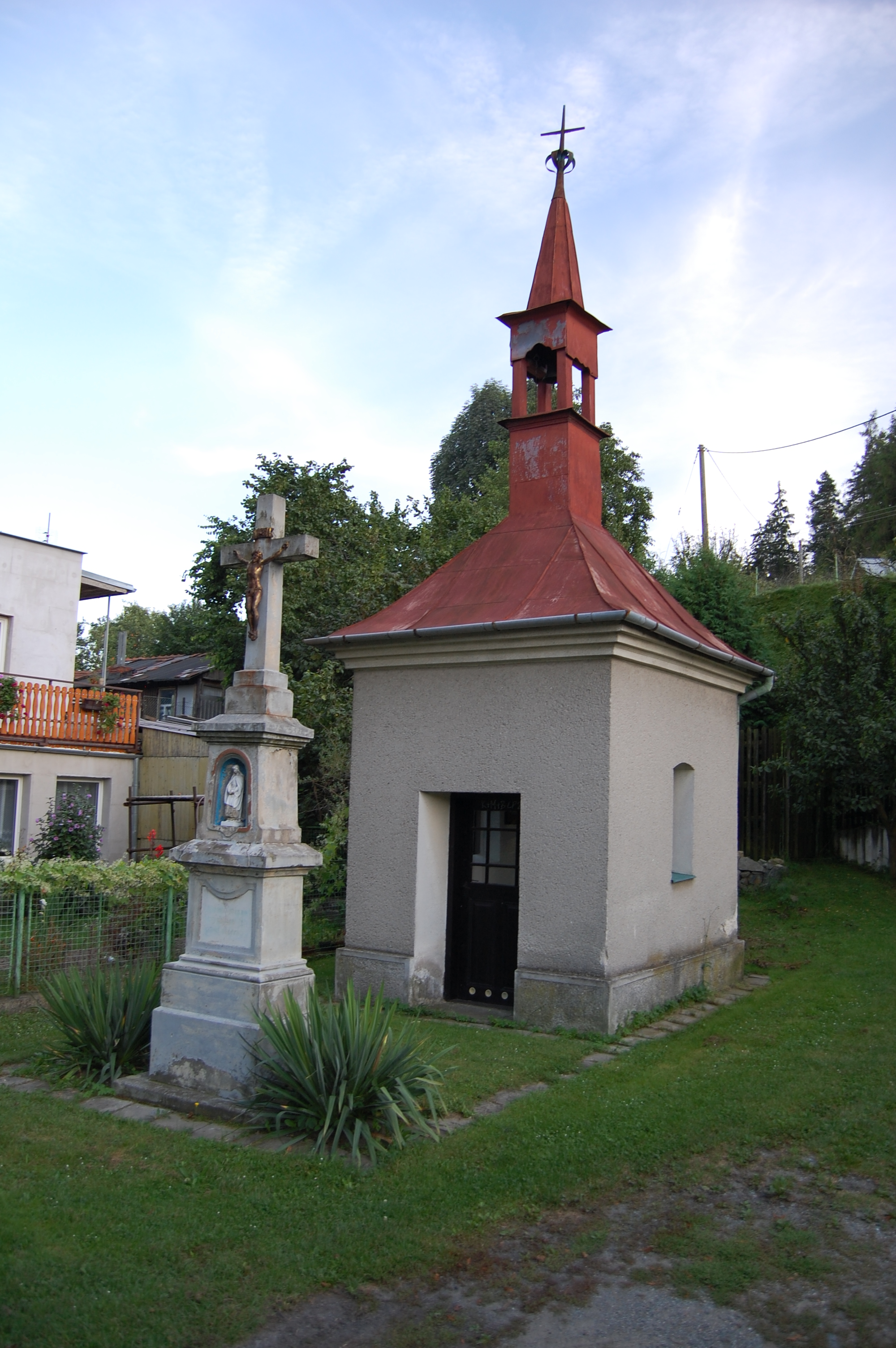
Kaplička v Malenách
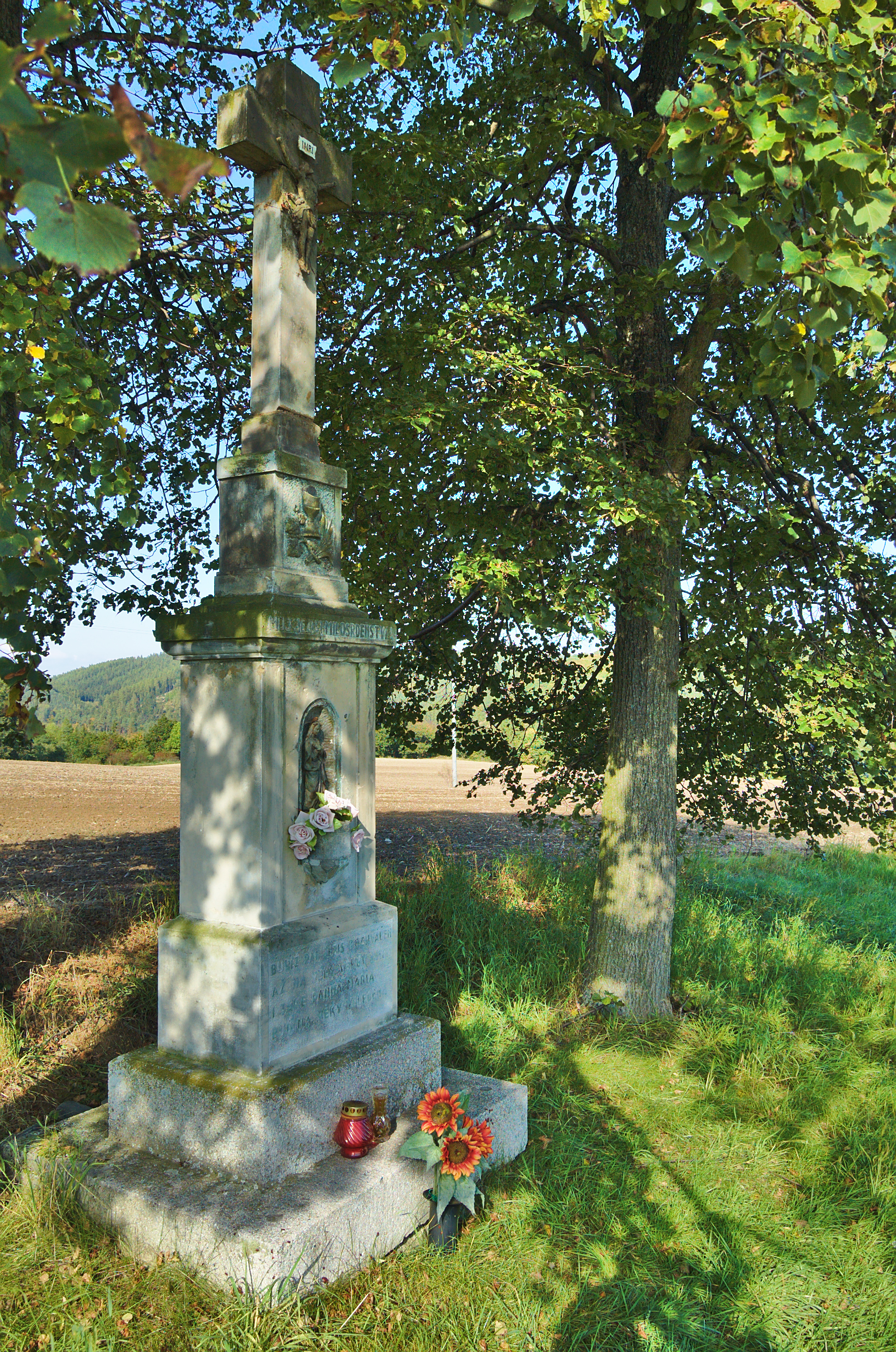
Kříž u cesty na Suchdol
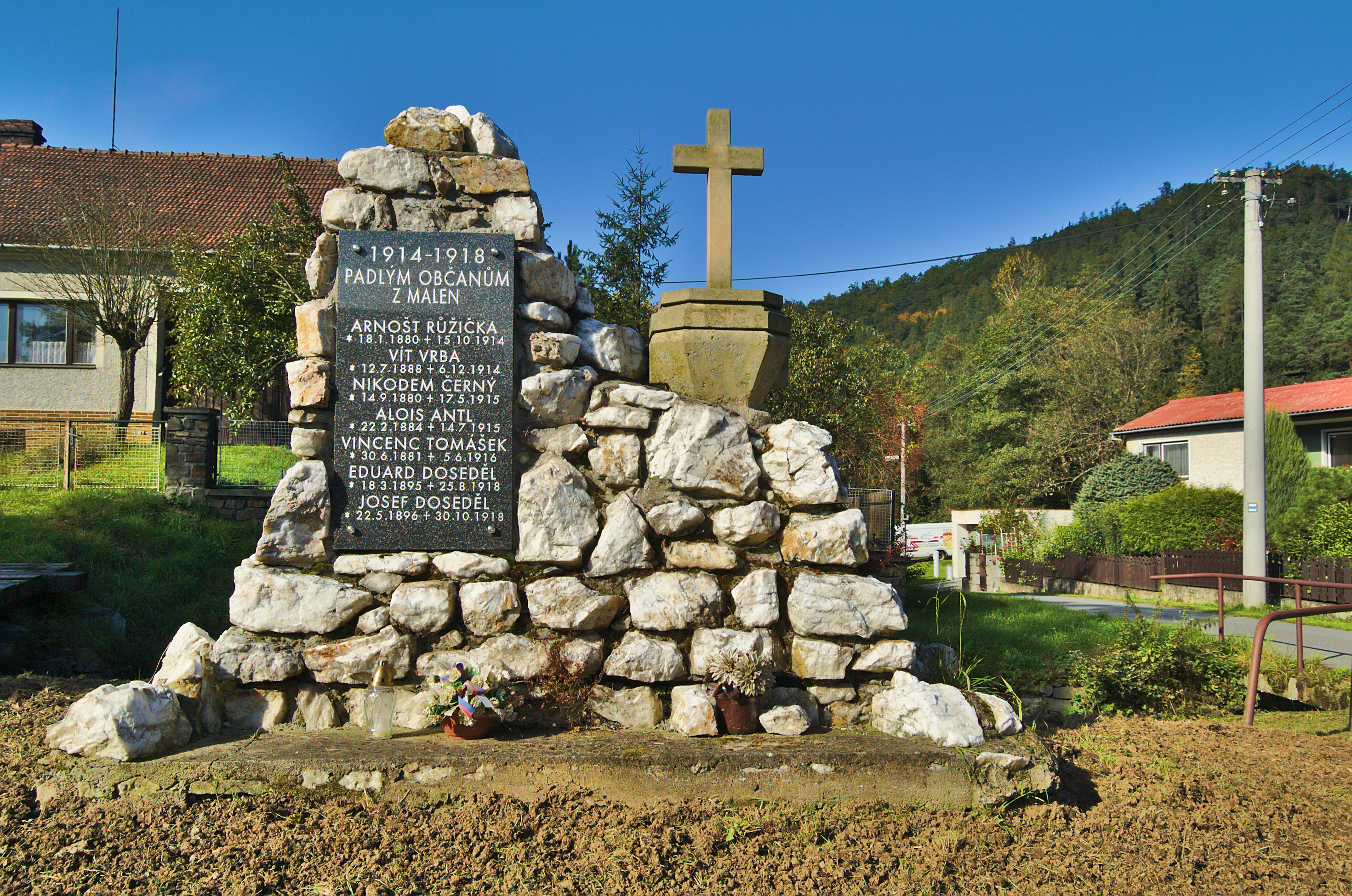
Památník obětem první světové války